# Achille Buysse
Achille Buysse, nacido el 20 de diciembre de 1918 en Lochristi y fallecido el 23 de julio de 1984 en Wetteren,  fue un ciclista belga. Fue profesional de 1938 a 1950. Es el suegro de Michel Vaarten y el abuelo de Pascal Elaut y de Luc Colyn también ciclistas.
Tiene el récord de victorias del Tour de Flandes con tres en 1940, 1941 y 1943.

## Palmarés
1938
- 1.º en Zele
- 1.º en Lokeren

1939
- Scheldeprijs Vlaanderen
- 1.º en Lochristi

1940
- Tour de Flandes
- 1.º en Aalst
- 1.º en el Gran Premio Stad Vilvoorde

1941
- Tour de Flandes
- 1.º en Zomergem

1942
- 1.º en A Travers Paris

1943
- Tour de Flandes
- 1.º en Melle

1946
- 1.º en Lede
- 1.º en Nieuwerkerken Aalst
- 1.º en Petegem-aan-de-Leie
- 1.º en Wichelen

- 1947
- 1.º en Aalst
- 1.º en la Bruselas-Oostende
- 1.º en Lede
- 1.º en Circuito de les Regiones Flamencas
- 1.º en Oudenaarde
- 1.º en la Roeselare-Aalst-Roeselare
- 1.º en Westerlo
- 1.º en Lauwe
- 1.º en Lessines

1948
- Campeonato de Bélgica de ciclismo en ruta
- 1.º en Kuurne-Bruselas-Kuurne
- 1.º en Scheldeprijs Vlaanderen
- 1.º en el Circuito de Flandes Central
- 1.º en el Gran Premio Stad Sint-Niklaas
- 1.º en el Grote Scheldeprijs
- 1.º en Oostakker
- 1.º en Waarschoot
- 1.º en Aaigem

1949
- 1.º en Ninove